# هاري موران
هاري موران (بالإنجليزية: Harry Moran) هو لاعب كرة قاعدة أمريكي، ولد في 2 أبريل 1889، وتوفي في 28 نوفمبر 1962 في بيكلي في الولايات المتحدة.

## وصلات خارجية
- هاري موران على موقعبيزبول رفرنس.كوم (الدوري الرئيسي) (الإنجليزية)
- هاري موران على موقعبيزبول رفرنس.كوم (الدوري الثانوي) (الإنجليزية)